# Magyar Zsidó Múzeum és Levéltár
A Magyar Zsidó Múzeum a Dohány utcai zsinagóga épülete mellé épített múzeumi szárnyban működő tematikus múzeum, ami a magyarországi zsidó kultúra és történelem tárgyi emlékeit mutatja be. Közép-Európa egyik kiemelkedő értékű judaikagyűjteménye, a MAZSIHISZ tulajdonában és kezelésében van. 

## Története
Magyarországon zsidó szertartási tárgyakat először 1884-ben mutattak be nyilvánosan, a Magyar Nemzeti Múzeum épületében megrendezett Magyar Történeti Ötvösmű Kiállításon. Az 1896-os millenniumi ünnepségeken, az Ezredéves Országos Kiállításon a magyarországi zsidó közösség kilencven tárggyal szerepelt.
A Magyar Zsidó Múzeum hivatalos megalapítására 1909. december 1-én került sor, amikor erről a az Izraelita Magyar Irodalmi Társulat döntést hozott és megkezdte a gyűjtőmunkát. Az első nyilvános kiállítást 1916. január 23-án nyitották meg a Hold utca 23. alatti ház bérelt lakásában. Ekkorra már közel 1500 zsidó szertartási tárgy és történelmi relikvia gyűlt össze. A magyar zsidó múzeum megnyitása nem sokkal maradt le a hasonló európai intézményeké mögött (Bécs 1895, Frankfurt, Hamburg 1898, Prága 1906, Szentpétervár 1914).
1932-re elkészült a múzeum épülete, a Dohány utcai zsinagóga főépületéhez stílusában jó illeszkedő szárnyépület formájában. Az új állandó kiállítás december 26-án nyílt meg. A Magyar Zsidó Múzeum fokozatosan egyre fontosabb szerepet töltött be a magyarországi zsidóság kulturális, szellemi életében. Közösségek, családok, egyes személyek juttatták el a gyűjteménybe értékes tárgyaikat. A harmincas évek zsidóellenes, majd az ötvenes évek vallás- és kisebbségellenes ideológiája azonban hátráltató tényező volt az intézmény fejlődésében.  
1938-ban, az első zsidótörvény megjelenését követően a múzeum „Emancipációs kiállítás” címmel bemutatta az 1867-es emancipációs törvény megszületésének körülményeit és a magyar zsidók asszimilációjának folyamatát. 1939 és 1944 között a múzeum adott helyet az OMIKE évente megrendezett képzőművészeti kiállításainak, amelyeken a zsidótörvények miatt más fórumokról kiszorult képzőművészek állíthattak ki. 
1940-ben a múzeum munkatársai gyűjtőkörutakat szerveztek a megszűnő vidéki hitközségek emlékeinek begyűjtése érdekében. A háborús fenyegetettség miatt 1942-ben a múzeum anyagának egy részét a Magyar Nemzeti Múzeum pincéjében helyezték el. 1943-ban további értékeket bankszéfekben kívántak megőrizni, de ezek a háború során később eltűntek.
A felszabadulás után, már 1945-ben felmérést készített a múzeum az elpusztult vidéki közösségek tárgyi örökségéről, a zsinagógákról és a temetőkről. A múzeum 1947 július 4-én nyitotta meg újra kapuit a látogatók előtt. 1960-ban „Szolgaságból szabadságba” címmel átfogó kiállítás nyílt a holokauszt és a zsidó felszabadulás történetéről. 1984-ben új állandó kiállítást nyitottak meg a magyarországi deportálások negyvenedik évfordulója alkalmából. 
1972-ben nyílt meg a Magyar Zsidó Levéltár az Országos Rabbiképző Intézetben, amit aztán 1994-ben egyesítettek a múzeummal, ettől kezdve az intézmény hivatalos neve Magyar Zsidó Múzeum és Levéltár. 
1993-ban a múzeum szinte teljes kiállított anyagát elrabolták; az értékeket csak 1994 nyarán találták meg Romániában.
2016-ban a múzeum épületét átfogó módon restaurálták és Tamid (magyarul: mindig, állandóan, visszatérően) címmel új állandó kiállítást alakítottak ki, ami az ünnepek rendje szerint mutatja be a zsidó életet. A kiállításon a zsidó relikviák mellett jelentős zsidó származású magyar festők egyes képei is szerepelnek, mint Ámos Imre, Fényes Adolf, Perlmutter Izsák, Köves Izsó.

## A múzeum gyűjteményéből

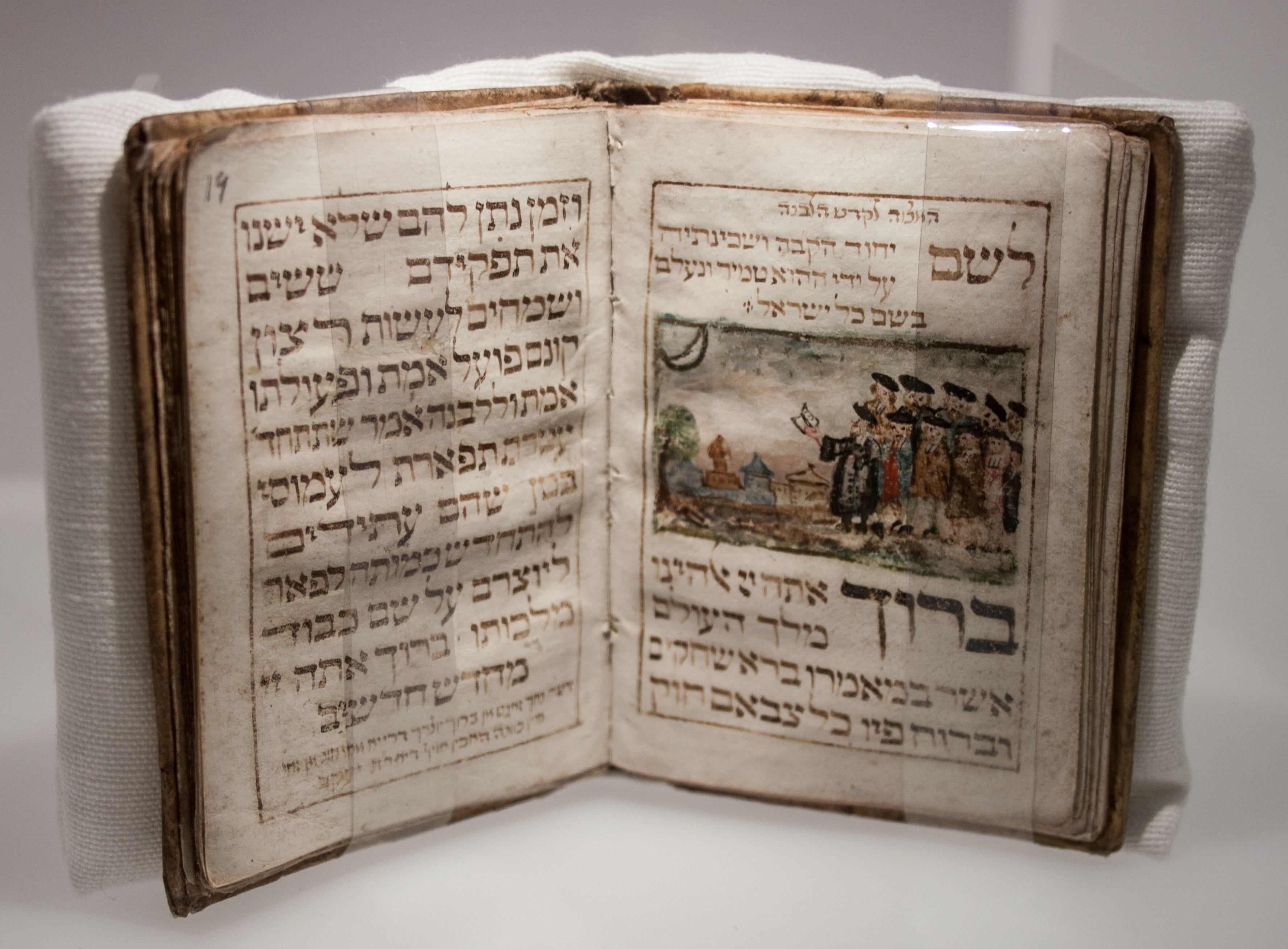
Zsidó imakönyv
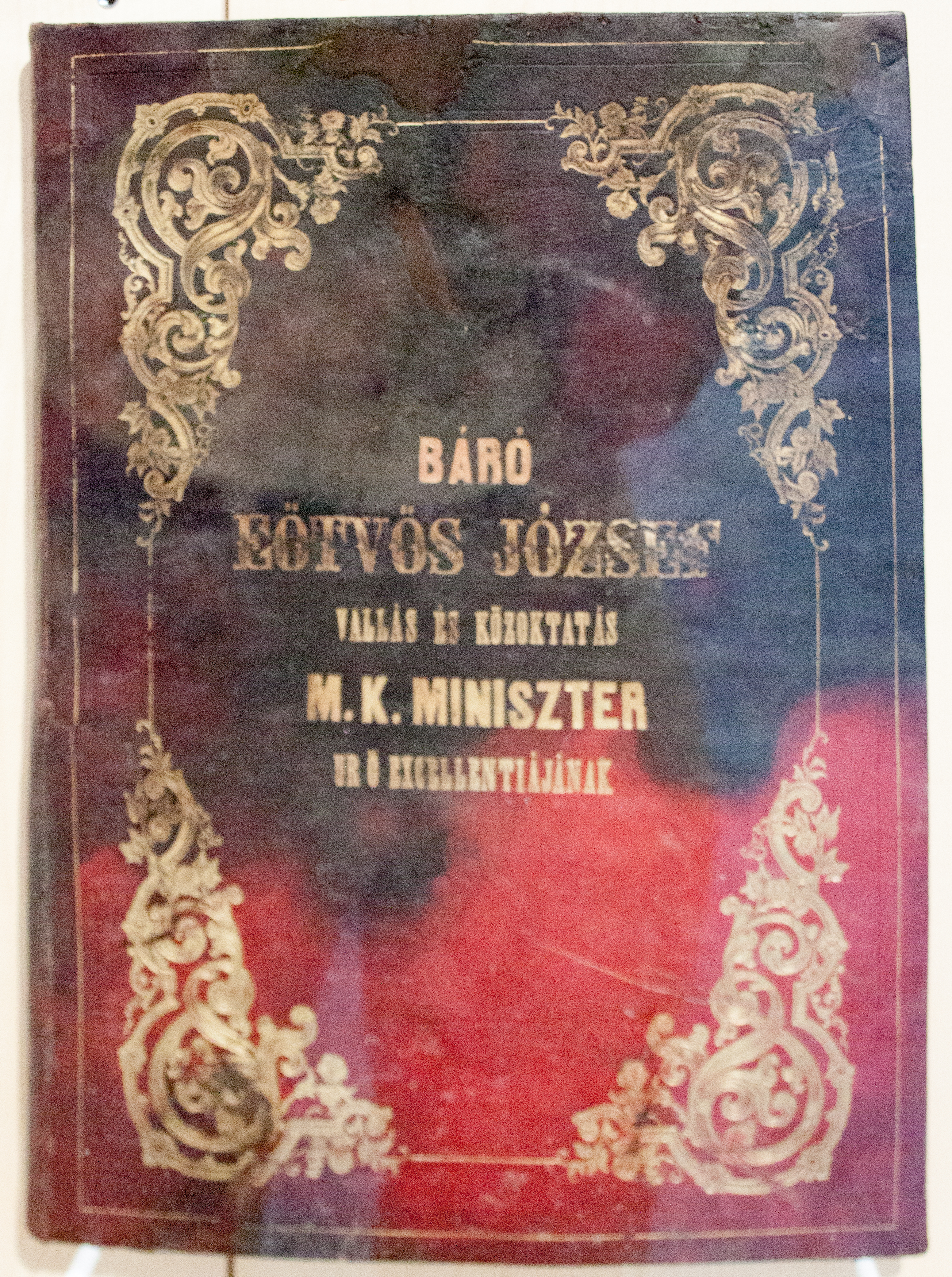
A zsidó közösség által Eötvös József kultuszminiszternek ajándékozott album
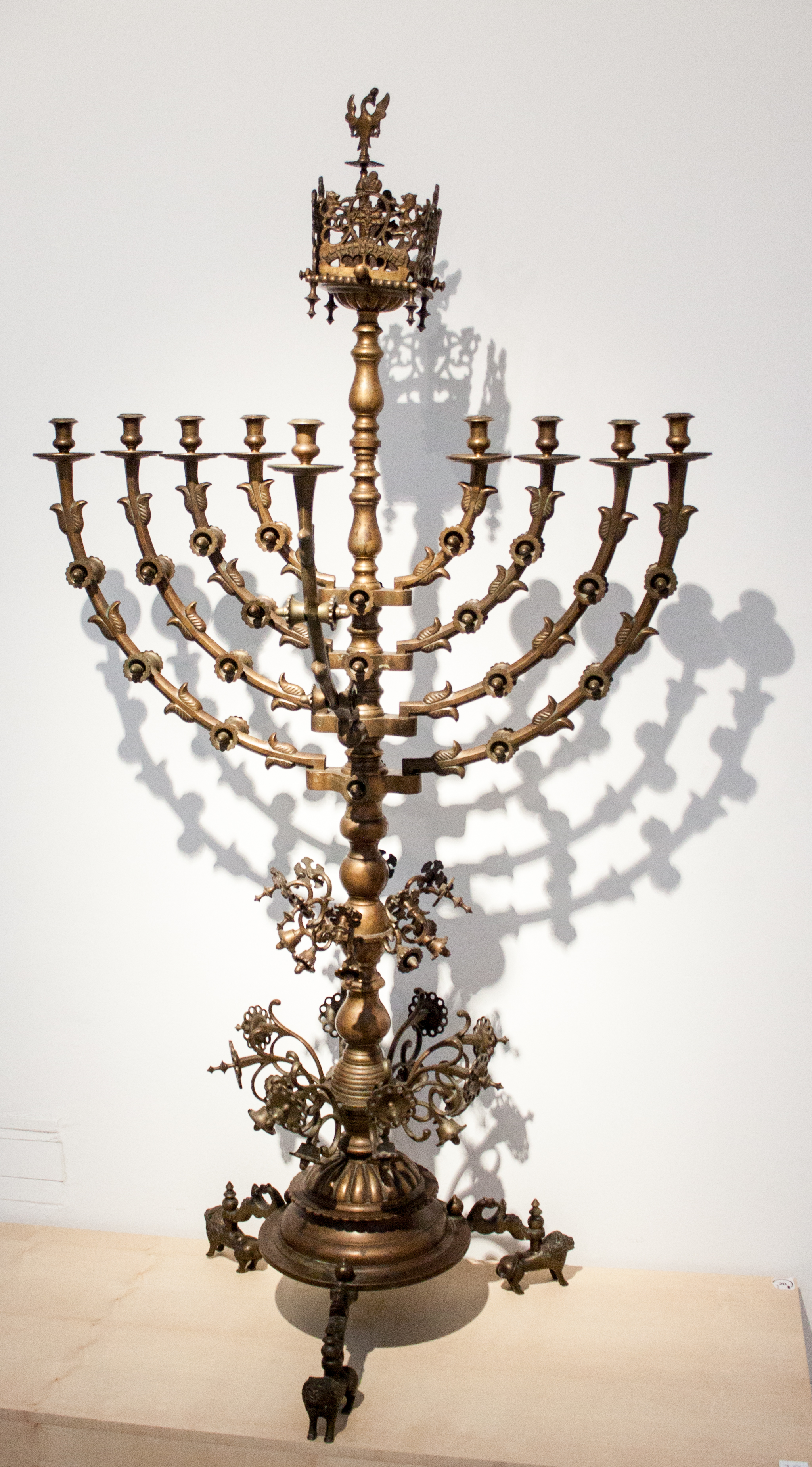
Hanukai menóra
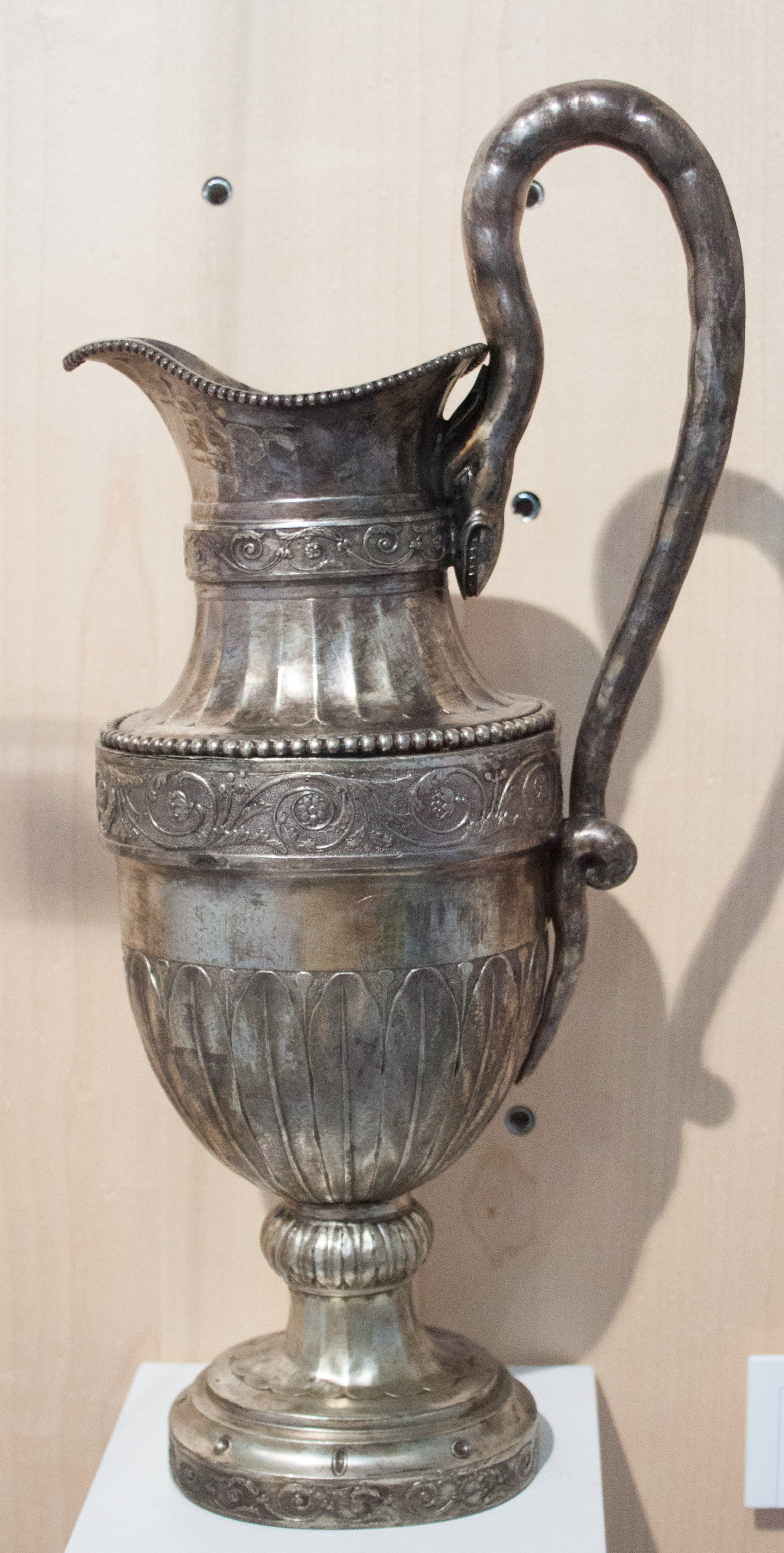
Levita kancsó